# Esiliiga B 2020
L'Esiliiga B 2020 è stata l'8ª edizione della terza divisione del campionato di calcio estone. Il campionato si è disputato tra l'8 marzo e il 22 novembre 2020 ed è stato vinto dal Paide Under-21 per la prima volta nella sua storia.

## Stagione

### Novità
Dall'Esiliiga 2019 sono retrocessi il Welco Tartu, il Kalev Tallinn Under-21 e il Tarvas Rakvere (quest'ultimo dopo aver perso lo spareggio), mentre dalla II Liiga è stato promosso il Läänemaa. Queste squadre sostituiscono le tre neopromosse in Esiliiga Nõmme United, Vaprus Vändra e Pärnu JK, e la retrocessa in II Liiga Volta Põhja-Tallinn.

### Formula
Le 10 squadre partecipanti si affrontano in un doppio girone di andata e ritorno, per un totale di 36 giornate. Le prime due squadre in classifica vengono promosse in Esiliiga, mentre la terza disputa uno spareggio contro la penultima dell'Esiliiga. Sono escluse dalla possibilità di promozione le formazioni Under-21 che hanno la prima squadra nella serie superiore. Le ultime due classificate retrocedono direttamente in II Liiga, mentre l'ottava classificata disputa uno spareggio contro la vincente dei play-off di II Liiga.

### Avvenimenti
Il 13 marzo, dopo la prima giornata, la EJL decreta la sospensione del campionato fino al 1º maggio a causa della pandemia di COVID-19.
Il campionato è effettivamente ripreso dal 30 maggio, ma a causa della lunga sosta è stato modificato il formato cosicché, invece del secondo girone di ritorno, dopo 27 giornate le squadre saranno divise in tre gruppi, quattro nella poule promozione, due nella poule intermedia e quattro nella poule retrocessione; tutte le squadre inizieranno il girone con i punti totalizzati durante la stagione regolare. Ogni squadra incontra le altre del proprio gruppo, in partite di sola andata, rispettivamente, per un totale di altre tre giornate (poule promozione e retrocessione).
Il Paide Under-21 ha vinto il campionato al penultimo turno, conseguendo la promozione in Esiliiga insieme al Welco Tartu.

## Squadre partecipanti
| Club              | Città    | Stadio                      | Posizione 2019                            |
| ----------------- | -------- | --------------------------- | ----------------------------------------- |
| Helios Võru       | Võru     | Võru Spordikeskuse Staadion | 9º posto in Esiliiga B                    |
| Kalev Tallinn U21 | Tallinn  | Kalevi Keskstaadion         | 9º posto in Esiliiga                      |
| Kalju Nõmme U21   | Tallinn  | Hiiu Staadion               | 4º posto in Esiliiga B                    |
| Keila             | Keila    | Keila Staadion              | 6º posto in Esiliiga B                    |
| Läänemaa          | Haapsalu | Haapsalu Linnastaadion      | 3º posto nel girone Sud/Ovest di II Liiga |
| Paide U21         | Paide    | Paide Linnastaadion         | 8º posto in Esiliiga B                    |
| Tabasalu          | Tabasalu | Tabasalu Arena              | 7º posto in Esiliiga B                    |
| Tarvas Rakvere    | Rakvere  | Rakvere Linnastaadion       | 8º posto in Esiliiga, perde i play-out    |
| Viimsi            | Viimsi   | Vimsi KK Staadion           | 5º posto in Esiliiga B                    |
| Welco Tartu       | Tartu    | Annelinn Staadion           | 10º posto in Esiliiga                     |

## Stagione regolare
|  | Pos. | Squadra           | Pt | G  | V  | N | P  | GF | GS | DR  |
|  | ---- | ----------------- | -- | -- | -- | - | -- | -- | -- | --- |
|  | 1.   | Paide U21         | 64 | 27 | 21 | 1 | 5  | 97 | 36 | +61 |
|  | 2.   | Welco Tartu       | 59 | 27 | 19 | 2 | 6  | 71 | 36 | +35 |
|  | 3.   | Kalev Tallinn U21 | 55 | 27 | 18 | 1 | 8  | 72 | 45 | +27 |
|  | 4.   | Tabasalu          | 47 | 27 | 15 | 2 | 10 | 52 | 38 | +14 |
|  | 5.   | Viimsi            | 38 | 27 | 11 | 5 | 11 | 57 | 43 | +24 |
|  | 6.   | Läänemaa          | 36 | 27 | 11 | 3 | 13 | 54 | 61 | -7  |
|  | 7.   | Helios Võru       | 31 | 27 | 9  | 4 | 14 | 48 | 64 | -16 |
|  | 8.   | Keila             | 28 | 27 | 8  | 4 | 15 | 56 | 87 | -31 |
|  | 9.   | Kalju Nõmme U21   | 28 | 27 | 9  | 1 | 17 | 42 | 75 | -33 |
|  | 10.  | Tarvas Rakvere    | 7  | 27 | 2  | 1 | 24 | 24 | 88 | -64 |

Legenda:

      Ammesse alla Poule promozione
      Ammesse alla Poule intermedia
      Ammesse alla Poule retrocessione
Note:

Tre punti a vittoria, uno a pareggio, zero a sconfitta.
La classifica viene stilata secondo i seguenti criteri:
- Punti conquistati
- play-off (solo per decidere la squadra campione)
- Meno partite perse a tavolino
- Partite vinte
- Punti conquistati negli scontri diretti
- Differenza reti negli scontri diretti
- Differenza reti generale
- Reti totali realizzate
- Fair-play ranking

## Poule promozione, intermedia e retrocessione

### Classifica finale
|  | Pos. | Squadra           | Pt | G  | V  | N | P  | GF  | GS | DR  |
|  | ---- | ----------------- | -- | -- | -- | - | -- | --- | -- | --- |
|  | 1.   | Paide U21         | 71 | 30 | 23 | 2 | 5  | 112 | 40 | +72 |
|  | 2.   | Welco Tartu       | 62 | 30 | 20 | 2 | 8  | 81  | 50 | +31 |
|  | 3.   | Kalev Tallinn U21 | 58 | 30 | 19 | 1 | 10 | 81  | 59 | +22 |
|  | 4.   | Tabasalu          | 51 | 30 | 16 | 3 | 11 | 58  | 46 | +12 |
|  |      |                   |    |    |    |   |    |     |    |     |
|  | 5.   | Viimsi            | 41 | 28 | 12 | 5 | 11 | 60  | 44 | +26 |
|  | 6.   | Läänemaa          | 36 | 28 | 11 | 3 | 14 | 55  | 64 | -9  |
|  |      |                   |    |    |    |   |    |     |    |     |
|  | 7.   | Kalju Nõmme U21   | 35 | 30 | 11 | 2 | 17 | 49  | 78 | -29 |
|  | 8.   | Helios Võru       | 35 | 30 | 10 | 5 | 15 | 55  | 68 | -13 |
|  | 9.   | Keila             | 30 | 30 | 8  | 6 | 16 | 61  | 93 | -32 |
|  | 10.  | Tarvas Rakvere    | 10 | 30 | 3  | 1 | 26 | 26  | 96 | -70 |

Legenda:

      Promossa in Esiliiga 2021

 Ammessa agli spareggi promozione o retrocessione

      Retrocessa in II Liiga 2021

(*) squadra ineleggibile per la promozione.
Note:

Tre punti a vittoria, uno a pareggio, zero a sconfitta.

## Spareggi

### Play-off
|          | Risultati |          | Luogo e data               |
| -------- | --------- | -------- | -------------------------- |
| Tabasalu | 1 - 3     | Pärnu JK | Tabasalu, 29 novembre 2020 |
| Pärnu JK | 5 - 1     | Tabasalu | Pärnu, 5 dicembre 2020     |
|          |           |          |                            |

### Play-out
|             | Risultati |             | Luogo e data              |
| ----------- | --------- | ----------- | ------------------------- |
| FC Tallinn  | 1 - 0     | Helios Võru | Tallinn, 28 novembre 2020 |
| Helios Võru | 0 - 0     | FC Tallinn  | Võru, 5 dicembre 2020     |
|             |           |             |                           |